# Tiabnal Alto
Tiabnal Alto är en ort i Mexiko.   Den ligger i kommunen Larráinzar och delstaten Chiapas, i den sydöstra delen av landet, 700 km öster om huvudstaden Mexico City. Tiabnal Alto ligger 1 932 meter över havet och antalet invånare är 160.
Terrängen runt Tiabnal Alto är kuperad åt sydväst, men åt nordost är den bergig. Runt Tiabnal Alto är det ganska tätbefolkat, med 166 invånare per kvadratkilometer. Närmaste större samhälle är Bochil, 18,2 km väster om Tiabnal Alto. Omgivningarna runt Tiabnal Alto är en mosaik av jordbruksmark och naturlig växtlighet.